# 고민자
고민자는 대한민국의 소방공무원이다.

## 생애
제주도 한경면 태생으로 1984년 제주소방에 입직하였으며 2016년 제주도 여성 소방공무원으로는 최초로 소방서장으로 진급하였다.

## 경력
- 제주소방안전본부 예산장비담당[8]
- 제주소방교육대 담당
- 제주ㆍ서귀포ㆍ서부소방서 소방행정담당, 예방지도담당